# Forze di polizia nel Regno Unito

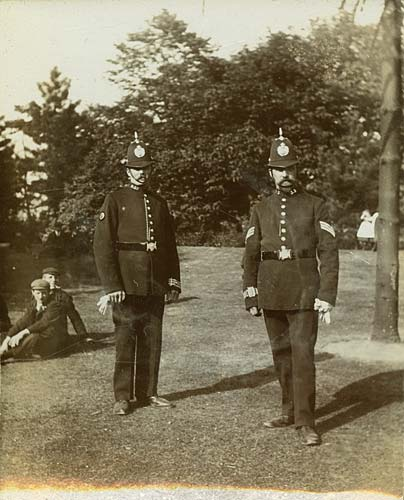
Agenti del Birmingham Parks Police nel 1910

La polizia del Regno Unito comprende diverse forze di polizia, che sono divise in vari corpi territoriali in Inghilterra, Scozia, Galles e Nord Irlanda. 
Dipendono dall'Home Office, ad esse si è affiancata la National Crime Agency, creata nel 2012 che si occupa di perseguire i reati più gravi e quelli collegati al crimine organizzato.

## Agenzie nazionali
Dall'Home Office dipende l'unità contro il crimine organizzato, il National Crime Agency, che ha unificato nel 2013 diverse agenzie, e l'intelligence interna, sia quella militare, il Security Service (MI5) che civile, il National Ballistics Intelligence Service che si occupa dell'analisi dei reati con armi da fuoco e gli Special Branch che si occupano di antiterrorismo.
Il National Policing Improvement Agency è corpo nazionale con funzioni di supporto  alle polizie locali.

## Polizie territoriali
Le quattro nazioni hanno disciplinato le funzioni di polizia in maniera diversa.
In Inghilterra vi è un corpo per ciascuna  delle Contee inglesi.
Il Metropolitan Police Service è il più grande corpo inglese ed è responsabile per l'area della Grande Londra, con l'eccezione della City, che dispone di una sua forza di polizia, la City of London Police. Sede del corpo è New Scotland Yard, a Westminster, comunemente noto come Scotland Yard.
In Galles vi sono diversi corpi: Dyfed-Powys Police, Gwent Police, North Wales Police e South Wales Police.
L'Ispettorato di Sua Maestà delle forze di polizia per l'Inghilterra e il Galles (HMIC) ha la responsabilità legale delle diverse forze di polizia di Inghilterra e Galles. L'HMIC è guidata da un capo ispettore.
In Scozia invece la giurisdizione è del Police Scotland, mentre in Irlanda del Nord è del Police Service of Northern Ireland (fino al 2001 Royal Ulster Constabulary).

## Polizie di settore
- British Transport Police - che si occupa della sicurezza dei trasporti
- Civil Nuclear Constabulary  - responsabile della sicurezza a meno di 5 km di qualsiasi sito nucleare e per i materiali nucleari in transito all'interno della Gran Bretagna
- Ministry of Defence Police  - sicurezza armata, contrasto al terrorismo e missioni all'estero, dipendente dal ministero della Difesa
- National Wildlife Crime Unit - si occupa Ambiente, natura e fauna selvatica
- Parks police - polizie locali  che hanno responsabilità sui parchi
- Ports police - questi corpi si occupano della sicurezza dei porti e dipendono dalle autorità portuali

## Polizie militari
- Royal Navy Police
- Royal Military Police
- Royal Air Force Police
  - Royal Marines Police
- Ministry of Defence Police (civile)